# Rachispoda cilifera
Rachispoda cilifera – gatunek muchówki z rodziny Sphaeroceridae i podrodziny Limosininae.
Gatunek ten opisany został w 1880 roku przez Camillo Róndaniego jako Limosina cilifera.
Muchówka o ciele długości od 1,5 do 2 mm. Głowa w widoku bocznym ma wyraźnie wystające za obrys oka złożonego czoło i tylko nieco wystającą twarz. Aristy porośnięte są włoskami o długości mniejszej niż trzeci człon czułków. Tułów jej cechuje się: słabo wykształconą pierwszą parą szczecinek śródplecowych skierowaną ku górze i ku linii środkowej śródplecza, nagą tarczką z sześcioma szczecinkami wzdłuż tylnego brzegu, brakiem przed szwem poprzecznym dużych szczecinek środkowych grzbietu i mikrowłosków między nimi. Skrzydła mają szczecinki na pierwszym sektorze żyłki kostalnej 3–4 razy dłuższe niż na drugim jej sektorze. Środkowa para odnóży ma pierwszy człon stopy z długą szczecinką na spodzie, zaś brzuszną stronę goleni pozbawioną szczecinki wierzchołkowej, ale wyposażoną w szczecinkę przedwierzchołkową. Tylna para odnóży ma u samca na spodzie uda długie szczecinki nasadowe.
Owad znany z Polski, Czech, Słowacji, Austrii, Węgier, Włoch, Serbii, Czarnogóry, Albanii, Bułgarii, europejskiej części Rosji i Syberii.